# بول بيل
بول بيل (بالإنجليزية: Paul Peel)‏ (7 نوفمبر 1860 - 3 أكتوبر 1892) هو رسام شخصيات كندي. اشتهر بعد فوزه بميدالية في صالون باريس، وبذلك أصبح من أوائل الفنانين الكنديين الذين حصلوا على اعتراف دولي في حياتهم.

## حياته ومسيرته

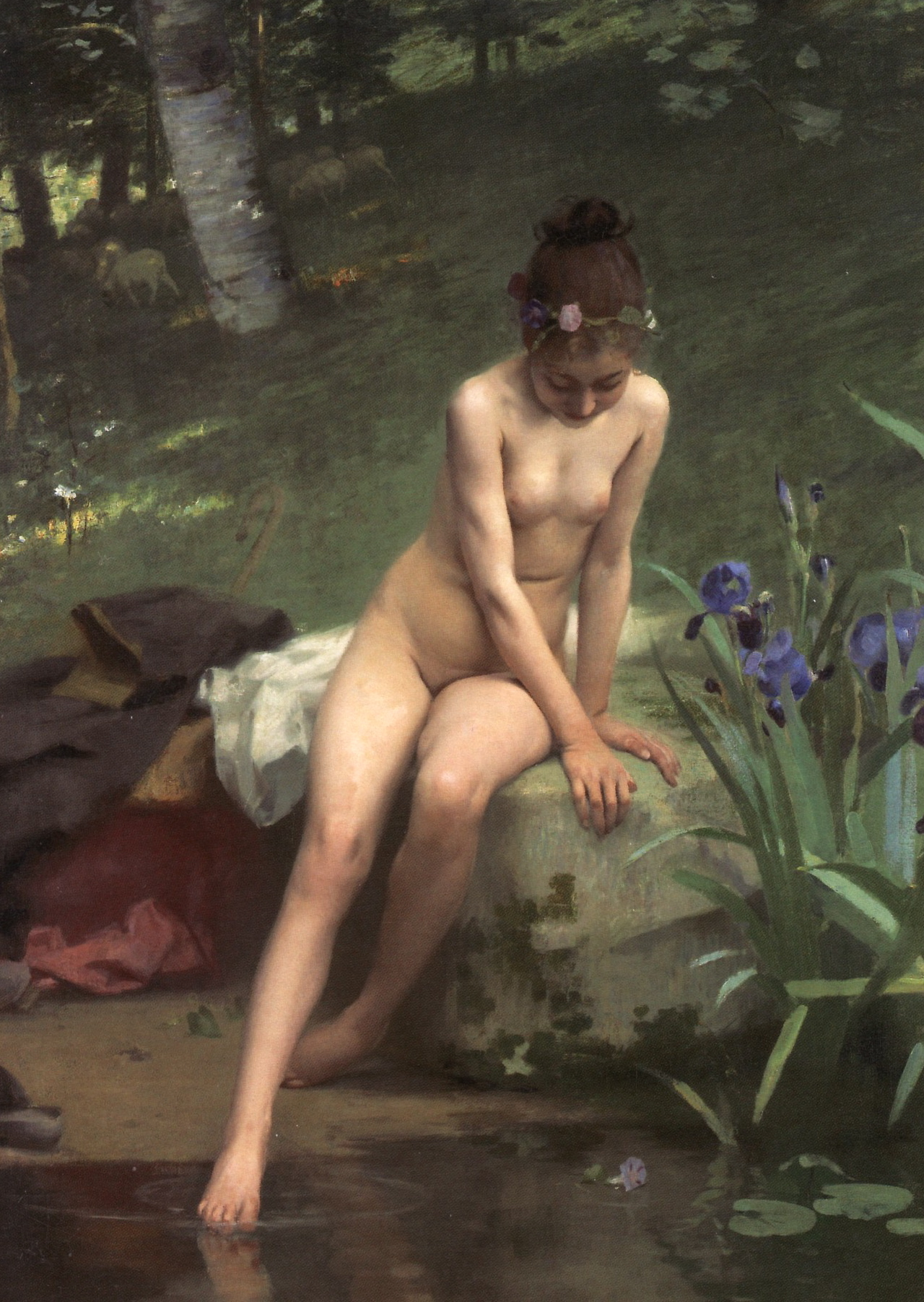
لوحة The Little Shepherdess عام (1892). 160.6 × 114.0 سم. لوحة زيتية على قماش، معروضة في معرض الفن في أونتاريو.

ولد بيل في لندن في مقاطعة كندا، وتلقى تدريباته الفنيّة على يد والده منذ طفولته. لاحقًا درس مع ويليام ليس جادسون في أكاديمية بنسلفانيا للفنون الجميلة عند الفنان توماس إيكنز في الفترة (1877-1880). مثل زملائه من خريجي أكاديمية بنسلفانيا للفنون وطلاب إيكينز، وقد اشترك بول في الطريقة النغمية لعرض الضوء الطبيعي في الهواء الطلق.
انتقل عام 1881 إلى باريس بفرنسا، حيث درس في المدرسة الوطنية العليا للفنون الزخرفية، لاحقًا التحق بمشغل جان ليون جيروم في مدرسة الفنون الجميلة، وبناءً على توصية جيروم بدأ الرسم في الهواء الطلق.
أصيب بعدوى رئوية خطيرة، ثم توفي أثناء نومه وكان عمره 31 عامًا، وذلك خلال إقامته في باريس.

## أعماله

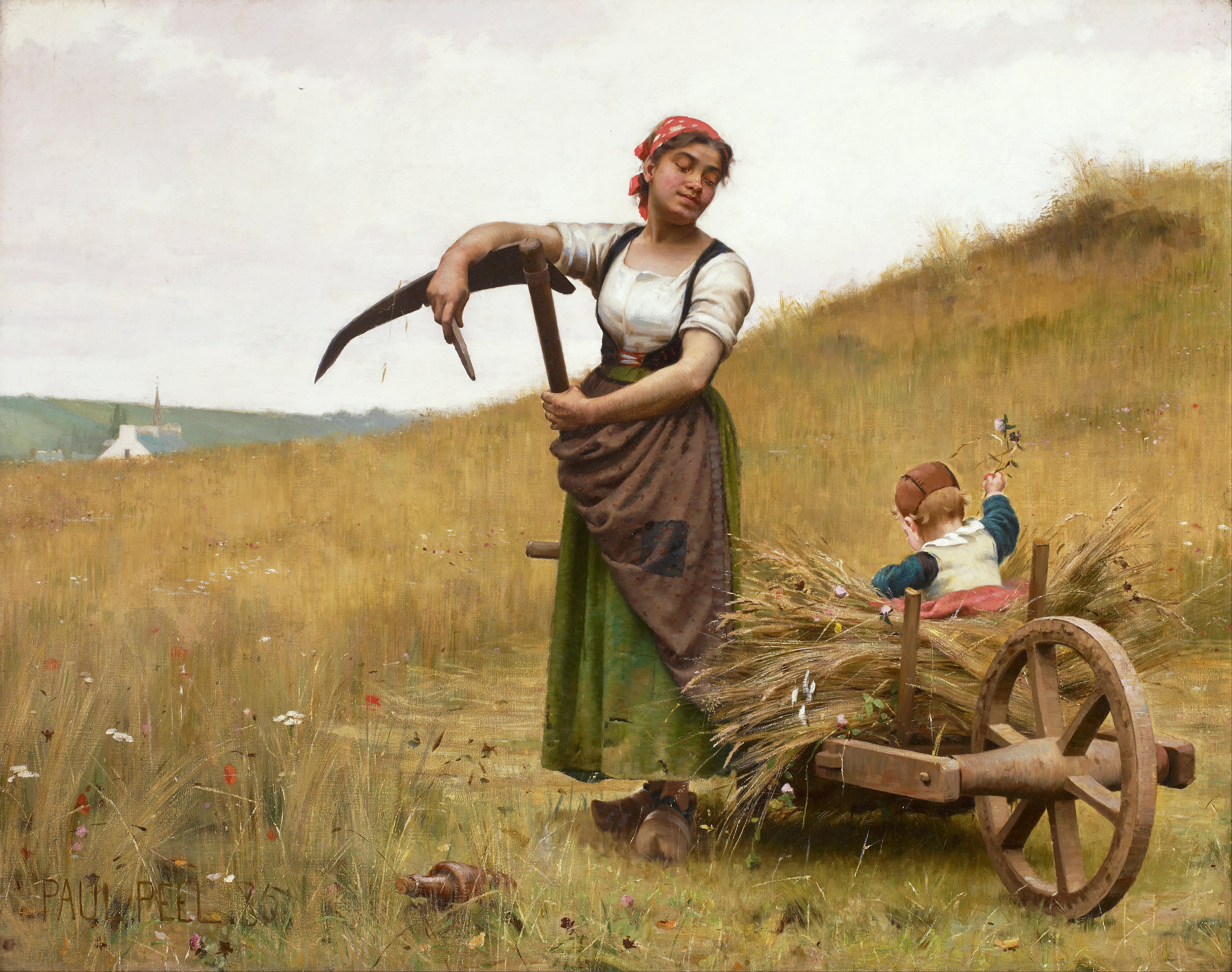
لوحة Adoration عام (1885) على يد بيل

بالترتيب الزمني:
- Devotion (1881)
- Listening to the Skylark (1884)
- Mother and Child (1888)
- The Young Botanist (1888–1890)
- A Venetian Bather 1889
- Portrait of Gloria Roberts (1889)
- After the Bath (1890)
- The Young Biologist (1891)
- The Little Shepherdess (1892)
- Robert Andre Peel (c. 1892)
- Bennett Jull (1889–1890)